# Gabriel Mann
Gabriel Mann, született Gabriel Mick (Middlebury, Vermont; 1972. május 14. –) amerikai színész, modell.
Fontosabb szerepe volt Nolan Ross a Bosszú című televíziós sorozatban. Feltűnt A Bourne-rejtély (2002), a David Gale élete (2003) és A Bourne-csapda (2004) című filmekben.

## Filmográfia

### Film
| Év   | Magyar cím                | Eredeti cím                       | Szerep                  | Magyar hang      |
| ---- | ------------------------- | --------------------------------- | ----------------------- | ---------------- |
| 1995 |                           | Parallel Sons                     | Seth Carlson            |                  |
| 1995 |                           | Stonewall                         | Rioter                  |                  |
| 1996 | Én lőttem le Andy Warholt | I Shot Andy Warhol                | fiú                     |                  |
| 1998 |                           | How to Make the Cruelest Month    | Leonard Crane           |                  |
| 1998 | A szerelem művészete      | High Art                          | James                   |                  |
| 1998 | Szép remények             | Great Expectations                | Owen                    |                  |
| 1998 |                           | Claudine's Return                 | Kenneth                 |                  |
| 1999 |                           | No Vacancy                        | Michael                 |                  |
| 1999 | Jótanácsok kamaszoknak    | Outside Providence                | Jack Wheeler            |                  |
| 2000 | Vigyázz, kész, szűz!      | American Virgin                   | Brian                   | Markovics Tamás  |
| 2000 |                           | Cherry Falls                      | Kenny Ascott            |                  |
| 2001 |                           | Things Behind the Sun             | Owen                    |                  |
| 2001 | Josie és a vadmacskák     | Josie and the Pussycats           | Alan M.                 |                  |
| 2001 | Kapás van!                | Summer Catch                      | Auggie Mulligan         | Minárovits Péter |
| 2001 |                           | New Port South                    | Wilson                  |                  |
| 2001 | Buhersereg                | Buffalo Soldiers                  | Brian Knoll             | Markovics Tamás  |
| 2002 | A Bourne-rejtély          | The Bourne Identity               | Danny Zorn              | Dolmány Attila   |
| 2002 | Elhagyatva                | Abandon                           | Harrison Hobart         | Seszták Szabolcs |
| 2003 | David Gale élete          | The Life of David Gale            | Zack Stemmons           | Hujber Ferenc    |
| 2004 |                           | Sleep Easy, Hutch Rimes           | Jesse Proudfit          |                  |
| 2004 | A Bourne-csapda           | The Bourne Supremacy              | Danny Zorn              | Dolmány Attila   |
| 2004 |                           | Drum                              | Jürgen Schadeberg       |                  |
| 2005 | Ördögűző: Dominium        | Dominion: Prequel to the Exorcist | Francis atya            | Görög László     |
| 2005 | Szerelem sokadik látásra  | A Lot Like Love                   | Peter                   | Király Attila    |
| 2005 | Kívül tágasabb            | Don't Come Knocking               | Earl                    | Simonyi Balázs   |
| 2005 |                           | The Big Empty (rövidfilm)         | megfontolt férfi        |                  |
| 2005 |                           | Piggy Banks                       | Michael                 |                  |
| 2006 |                           | Valley of the Heart's Delight     | Jack Pacheco            |                  |
| 2007 | Szerelem és házasság      | Love and Mary                     | Jake / Brent            | Markovics Tamás  |
| 2008 |                           | Demption (rövidfilm)              | Paul                    |                  |
| 2008 | Könnyes leves             | The Ramen Girl                    | Ethan                   | Bozsó Péter      |
| 2008 | 80 perc                   | 80 Minutes                        | Alex North              | Markovics Tamás  |
| 2008 | Sötét utcák               | Dark Streets                      | Chaz                    |                  |
| 2008 | Csodára várva             | The Rainbow Tribe                 | Mr. Murray              |                  |
| 2008 |                           | The Coverup                       | Stu Pepper              |                  |
| 2010 |                           | Psych 9                           | Cole Hanniger           |                  |
| 2011 |                           | Fake                              | Daniel Jakor            |                  |
| 2013 |                           | Zerosome                          | Michael "Lippy" Lippman |                  |
| 2014 |                           | Cesar Chavez                      | Bogdanovich Junior      |                  |

### Televízió
| Év        | Magyar cím                  | Eredeti cím                            | Szerep                          | Megjegyzések                                  |
| --------- | --------------------------- | -------------------------------------- | ------------------------------- | --------------------------------------------- |
| 1996      |                             | Harvest of Fire                        | John Beiler                     | tévéfilm                                      |
| 1997      | Tékozló szív                | Heart Full of Rain                     | Jacob Dockett                   | - tévéfilm - magyar hangja: - Markovics Tamás |
| 1997      | Vészhelyzet                 | ER                                     | Carl Twomey                     | 1 epizód                                      |
| 1999      |                             | Fantasy Island                         | Cybil Hammond                   | 1 epizód                                      |
| 1999      |                             | Dying to Live                          | Matthew "Matt" Jannett          | tévéfilm                                      |
| 1999      |                             | Wasteland                              | Justin                          | 1 epizód                                      |
| 2000      |                             | Time of Your Life                      | Ethan                           | 1 epizód                                      |
| 2002      |                             | Jeremiah                               | Andrew Kincaid                  | 1 epizód                                      |
| 2003      | Carnivàle – A vándorcirkusz | Carnivàle                              | Harlan Staub                    | 1 epizód                                      |
| 2008      | Mad Men – Reklámőrültek     | Mad Men                                | Arthur Case                     | 4 epizód                                      |
| 2008      | X-Men – Az újrakezdés       | Wolverine and the X-Men                | Bruce Banner (hangja)           | 1 epizód                                      |
| 2009–2010 | A hős legendája             | Legend of the Seeker                   | Zeddicus Zu'l Zorander fiatalon | 2 epizód                                      |
| 2010–2012 | A Föld legnagyobb hősei     | The Avengers: Earth's Mightiest Heroes | Bruce Banner (hangja)           | 7 epizód                                      |
| 2011–2015 | Bosszú                      | Revenge                                | Nolan Ross                      | főszereplő                                    |
| 2015      | Laura rejtélyei             | The Mysteries of Laura                 | Shane Allen                     | 1 epizód                                      |
| 2016      | Ray Donovan                 | Ray Donovan                            | Jacob Waller                    | 6 epizód                                      |
| 2016      | Csúcsformában               | Rush Hour                              | Reginald Mason                  | 1 epizód                                      |
| 2017–2018 |                             | Damnation                              | Martin Eggers Hyde, PhD         | 5 epizód                                      |
| 2018      | Hawaii Five-0               | Hawaii Five-0                          | Lee                             | 1 epizód                                      |
| 2019      | Feketelista                 | The Blacklist                          | Ilya Koslov                     | 2 epizód                                      |
| 2019      | Mi lenne/ha                 | What/If                                | Gage Scott                      | visszatérő szereplő                           |
| 2019–2022 | Batwoman                    | Batwoman                               | Tommy Elliot / Hush             | visszatérő szereplő                           |

## Fordítás
- Ez a szócikk részben vagy egészben  a   Gabriel Mann című angol Wikipédia-szócikk fordításán alapul.  Az eredeti cikk szerkesztőit annak laptörténete sorolja fel. Ez a jelzés csupán a megfogalmazás eredetét és a szerzői jogokat jelzi, nem szolgál a cikkben szereplő információk forrásmegjelöléseként.